# Jacky Boxberger
Jacky Boxberger (eigentlich: Jacques Boxberger; * 16. April 1949 in Châtel-sur-Moselle, Département Vosges, Lothringen; † 9. August 2001 im Tsavo-East-Nationalpark, Kenia) war ein französischer Mittel- und Langstreckenläufer.

## Werdegang
Jacky Boxberger, der von seinen Freunden „Box“ genannt wurde, war 1,83 m groß und wog 70 kg. Er wuchs in einer Arbeiterfamilie auf und verließ bereits mit 12 Jahren die Schule, um in einer Textilfabrik zu arbeiten. Vom Trainer Gaston Prétot entdeckt, wechselte er vom Verein des Dorfes Plainfaing zum FC Sochaux. Hier im Jura wurde eine Mischung im Training praktiziert, die einerseits der natürlichen Schule Frankreichs entsprach, aber andererseits durch die Nähe zu Freiburg im Breisgau und Woldemar Gerschler auch mit Stoppuhr, Systematik und kontrolliertem Intervalltraining einen systematischen Aufbau, einschließlich vieler Bergläufe, favorisierte.
Am 4. Juli 1968 stellte er in Paris mit 3:40,8 min einen Juniorenweltrekord im 1500-Meter-Lauf auf. Drei Monate später wurde er über dieselbe Distanz Sechster bei den Olympischen Spielen in Mexiko. Nach seiner Rückkehr wurde er Sportsoldat im Bataillon de Joinville, erlitt dort jedoch einen schweren Motorradunfall, der eine Knieoperation erforderlich machte und dessen Spätfolgen immer wieder seine Karriere beeinträchtigten.
1971 wurde er über 1500 Meter Fünfter bei den Europameisterschaften in Helsinki. Im Jahr darauf siegte er über diese Distanz bei den Halleneuropameisterschaften 1972 in Grenoble und erreichte bei den Olympischen Spielen in München das Halbfinale.
Danach verlegte er sich auf längere Strecken. 1976 wurde er Neunter bei den Crosslauf-Weltmeisterschaften und gewann mit der Mannschaft Bronze. Bei den Olympischen Spielen in Montreal schied er über 5000 Meter im Vorlauf aus; im weiteren Verlauf der Saison jedoch stellte er nationale Rekorde über 3000 und 5000 Meter auf.
Zu Beginn der 1980er wechselte er zum Straßenlauf. 1981 wurde er Dritter beim Paris-Marathon, den er 1983 in 2:12:38 h gewann. 1984 wurde er ebendort Zweiter mit dem französischen Rekord von 2:11:59 h, kam aber beim Marathon der Olympischen Spiele in Los Angeles nur auf den 42. Platz. 1985 siegte er erneut in Paris und verbesserte seinen nationalen Rekord auf 2:10:49 h. Außerdem gewann er 1983 und 1985 den Lyon-Marathon und 1987 die Premiere des Marrakesch-Marathons.
Französische Meistertitel holte er über 5000 Meter (1977 und 1982), über 10.000 Meter (1977), im 25-km-Straßenlauf (1985), im Crosslauf (1976 und 1983) sowie in der Halle über 1500 Meter (1972 und 1973).
Seine Tochter Ophélie Claude-Boxberger ist ebenfalls erfolgreiche Läuferin.

## Tod
Boxberger starb bei einer Fotosafari, als er sich von seiner Reisegruppe entfernt hatte, um einen Elefantenbullen zu filmen. Dieser attackierte ihn und trampelte ihn vor den Augen seiner Frau und seiner Tochter zu Tode.

## Persönliche Bestzeiten
- 1500 m: 3:36,8 min, 28. Juni 1973, Helsinki
- 1 Meile: 3:57,6 min, 7. September 1971, West-Berlin
- 3000 m: 7:43,76 min, 1. September 1976, Köln (ehemaliger französischer Rekord)
- 5000 m: 13:23,59 min, 24. August 1977, Zürich (ehemaliger französischer Rekord)
- 10.000 m: 28:30,8 min, 15. Juni 1977, Lille
- Stundenlauf: 20.340 m, 17. September 1980, Saint-Maur-des-Fossés (ehemaliger französischer Rekord)
- 25-km-Straßenlauf: 1:15:45 h, 29. September 1985, Divonne-les-Bains (ehemaliger französischer Rekord)
- Marathon: 2:10:49 h, 11. Mai 1985, Paris (ehemaliger französischer Rekord)